# سالهای خاکستر
سال‌های خاکستر فیلمی به کارگردانی مهدی صباغ‌زاده و نویسندگی هوشنگ یونسی، مهدی صباغ‌زاده محصول سال ۱۳۶۷ است.

## خلاصه داستان
فیلم به وضعیت گروهی از افراد در یک اجتماع کوچک در یک ایستگاه راه‌آهن در سال ۱۳۳۷ می‌پردازد: «بمانی» بر اثر مشکلات فرهنگی اقتصادی ایل مجبور می‌شود از مادرش جدا شود و برای خدمتکاری، به دست پاسبان یک ایستگاه راه‌آهن که با همسرش زندگی می‌کند، سپرده می‌شود. حضور دخترک در ایستگاه فرصتی به وجود می‌آورد تا زندگی افراد مختلف تحت بررسی قرارگیرد. هرکس کمبودهای خود را در وجود این دختر می‌بیند. تلاش آن‌ها برای به دست آوردن این دختر بی‌نتیجه می‌ماند. در پایان دخترک در میان کشمکش و خواست‌های مردم ایستگاه، درگیر سرنوشتی می‌شود که انتظار آن نمی‌رود.

## بازیگران
- علی نصیریان
- پروانه معصومی
- حبیب اسماعیلی
- فیروز بهجت محمدی
- سرور نجات‌الهی
- محمود بهرامی
- ابوالفضل میرزایی
- محمد ورشوچی
- سیدمسعود طباطبایی
- رضا بنفشه خواه
- طاهره سری
- محمد شربتیان
- محمد سعیدی
- مارال جیرانی
- محمدرضا الموتی
- محمد نوروزی
- فرهاد نوروزی
- عباس حیدری
- بزرگ آل هاشمی
- محمد پیروزرام
- اسماعیل کرامتی
- یاشار جیرانی
- کاوه صباغ زاده
- میرصلاح حسینی
- نیره فراهانی